# Anastasiya Vóinova
Anastasiya Serguéyevna Vóinova –en ruso, Анастасия Сергеевна Войнова– (Tula, 5 de febrero de 1993) es una deportista rusa que compite en ciclismo en la modalidad de pista, especialista en las pruebas de velocidad y contrarreloj.
Participó en dos Juegos Olímpicos de Verano, obteniendo dos medallas en la prueba de velocidad por equipos, plata en Río de Janeiro 2016 (junto con Daria Shmeliova) y bronce en Tokio 2020 (con Daria Shmeliova). En los Juegos Europeos de Minsk 2019 obtuvo dos medallas de oro, en las pruebas de velocidad individual y por equipos.
Ganó 12 medallas en el Campeonato Mundial de Ciclismo en Pista entre los años 2014 y 2021, y 21 medallas en el Campeonato Europeo de Ciclismo en Pista entre los años 2012 y 2021.

## Medallero internacional
| Juegos Olímpicos   | Juegos Olímpicos          | Juegos Olímpicos  | Juegos Olímpicos      |
| Año                | Lugar                     | Medalla           | Competición           |
| ------------------ | ------------------------- | ----------------- | --------------------- |
| 2016               | Río de Janeiro ( Brasil)  | Medalla de plata  | Velocidad por equipos |
| 2020               | Tokio ( Japón)            | Medalla de bronce | Velocidad por equipos |
| Campeonato Mundial |                           |                   |                       |
| Año                | Lugar                     | Medalla           | Competición           |
| 2014               | Cali ( Colombia)          | Medalla de bronce | 500 m contrarreloj    |
| 2015               | Saint-Quentin ( Francia)  | Medalla de oro    | 500 m contrarreloj    |
| 2015               | Saint-Quentin ( Francia)  | Medalla de plata  | Velocidad por equipos |
| 2016               | Londres ( Reino Unido)    | Medalla de oro    | Velocidad por equipos |
| 2016               | Londres ( Reino Unido)    | Medalla de oro    | 500 m contrarreloj    |
| 2017               | Hong Kong ( China)        | Medalla de oro    | Velocidad por equipos |
| 2017               | Hong Kong ( China)        | Medalla de bronce | 500 m contrarreloj    |
| 2018               | Apeldoorn ( Países Bajos) | Medalla de bronce | Velocidad por equipos |
| 2019               | Pruszków ( Polonia)       | Medalla de plata  | Velocidad por equipos |
| 2020               | Berlín ( Alemania)        | Medalla de plata  | Velocidad individual  |
| 2021               | Roubaix ( Francia)        | Medalla de plata  | Velocidad por equipos |
| 2021               | Roubaix ( Francia)        | Medalla de plata  | 500 m contrarreloj    |
| Juegos Europeos    |                           |                   |                       |
| Año                | Lugar                     | Medalla           | Competición           |
| 2019               | Minsk ( Bielorrusia)      | Medalla de oro    | Velocidad individual  |
| 2019               | Minsk ( Bielorrusia)      | Medalla de oro    | Velocidad por equipos |
| Campeonato Europeo |                           |                   |                       |
| Año                | Lugar                     | Medalla           | Competición           |
| 2012               | Panevėžys ( Lituania)     | Medalla de plata  | Velocidad individual  |
| 2012               | Panevėžys ( Lituania)     | Medalla de plata  | Velocidad por equipos |
| 2014               | Baie-Mahault ( Francia)   | Medalla de oro    | Velocidad individual  |
| 2014               | Baie-Mahault ( Francia)   | Medalla de oro    | Velocidad por equipos |
| 2014               | Baie-Mahault ( Francia)   | Medalla de oro    | 500 m contrarreloj    |
| 2015               | Grenchen ( Suiza)         | Medalla de oro    | Velocidad por equipos |
| 2015               | Grenchen ( Suiza)         | Medalla de oro    | 500 m contrarreloj    |
| 2015               | Grenchen ( Suiza)         | Medalla de plata  | Velocidad individual  |
| 2016               | Saint-Quentin ( Francia)  | Medalla de oro    | Velocidad por equipos |
| 2016               | Saint-Quentin ( Francia)  | Medalla de plata  | Velocidad individual  |
| 2016               | Saint-Quentin ( Francia)  | Medalla de bronce | 500 m contrarreloj    |
| 2017               | Berlín ( Alemania)        | Medalla de oro    | Velocidad por equipos |
| 2018               | Glasgow ( Reino Unido)    | Medalla de oro    | Velocidad por equipos |
| 2018               | Glasgow ( Reino Unido)    | Medalla de plata  | Velocidad individual  |
| 2019               | Apeldoorn ( Países Bajos) | Medalla de oro    | Velocidad individual  |
| 2019               | Apeldoorn ( Países Bajos) | Medalla de oro    | Velocidad por equipos |
| 2019               | Apeldoorn ( Países Bajos) | Medalla de oro    | 500 m contrarreloj    |
| 2020               | Plovdiv ( Bulgaria)       | Medalla de oro    | Velocidad individual  |
| 2020               | Plovdiv ( Bulgaria)       | Medalla de oro    | Velocidad por equipos |
| 2020               | Plovdiv ( Bulgaria)       | Medalla de plata  | 500 m contrarreloj    |
| 2021               | Grenchen ( Suiza)         | Medalla de bronce | Velocidad por equipos |

1. 1 2  Compitió en la ronda de clasificación.